# Arnstadt

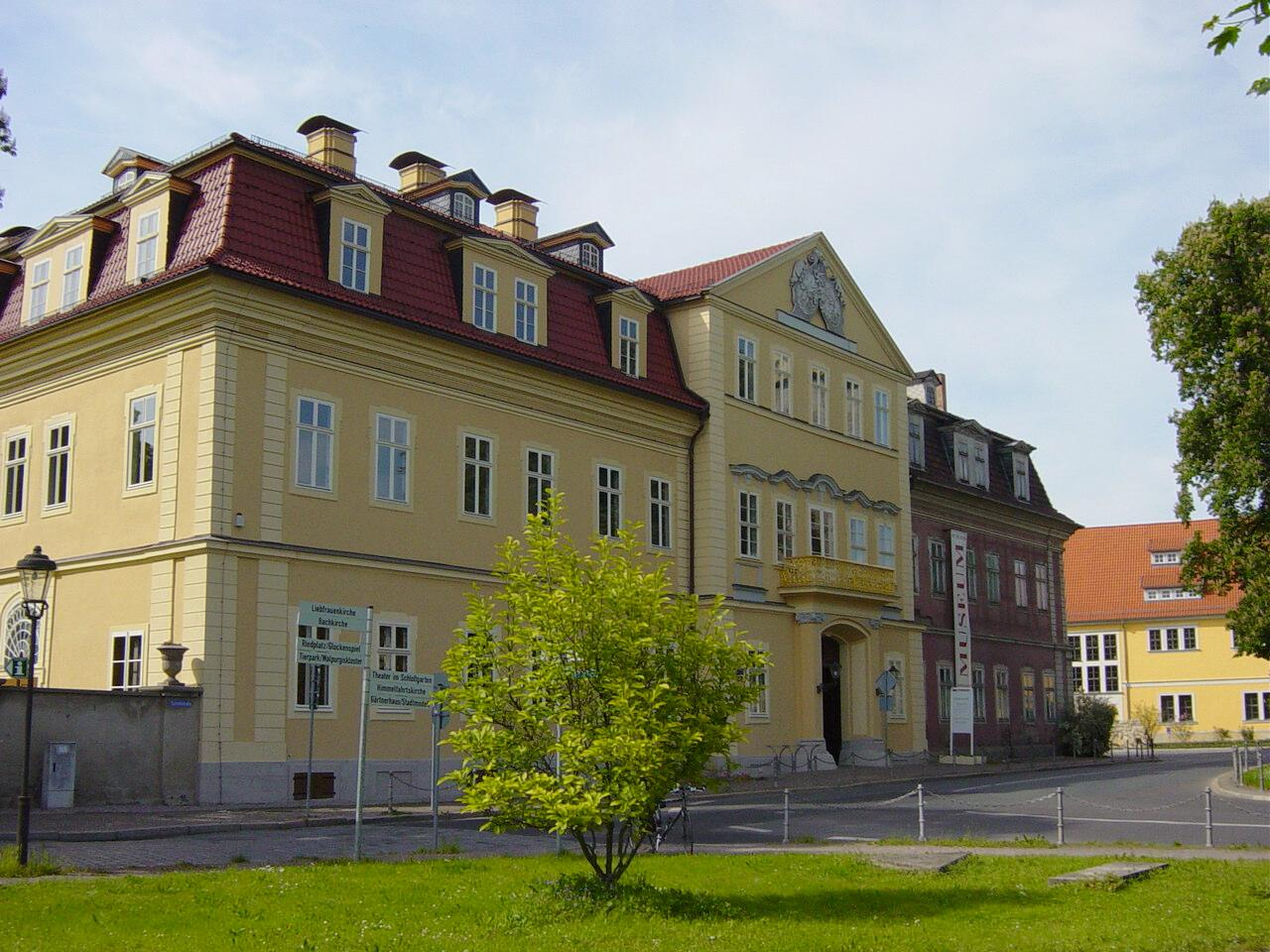
Castillo en Arnstadt.

Arnstadt (pronunciación en alemán: /ˈaʁnˌʃtat/ⓘ) es una ciudad en Ilm, Turingia, Alemania.  Su sobrenombre es Das Tor zum Thüringer Wald, La puerta al Bosque de Turingia.
Arnstadt fue mencionada por primera vez en 704 en el Arnestati.  Es el lugar más antiguo mencionado de Turingia. En 1204, recibió derechos municipales.

## Personas célebres
- Eugenie Marlitt
- Willibald Alexis
- Ludwig Bechstein
- Paul Keller
- Marcel Kittel, ciclista.
- El compositor Johann Sebastian Bach, cuya familia vivió por generaciones en los alrededores de Arnstadt, comenzó su carrera musical en la ciudad.  Muchos estudiosos [cita requerida] de Bach creen que su famosa Tocata y fuga en re menor fue compuesta aquí alrededor de 1707-1709.

## Ciudades hermanadas
- Dubí, República Checa
- Gurk, Austria
- Kassel, Alemania
- Le Bouscat, Francia